# Ihlow (Fläming)
Ihlow (niedersorbisch Jiłow) ist eine amtsangehörige Gemeinde im Landkreis Teltow-Fläming in Brandenburg. Sie gehört zum Amt Dahme/Mark, das seinen Verwaltungssitz in der Stadt Dahme/Mark hat.

## Geografie
Der Ort liegt im Niederen Fläming in etwa 35 Kilometer Straßenentfernung südöstlich der Kreisstadt Luckenwalde.

## Gemeindegliederung
Ihlow gliedert sich in die Ortsteile
- Bollensdorf
- Ihlow (niedersorbisch Jiłow)[4]
- Illmersdorf
- Mehlsdorf (niedersorbisch Maliń)[5] mit dem bewohnten Gemeindeteil Karlsdorf
- Niendorf
- Rietdorf

## Geschichte
Der Ort wurde erstmals im Jahr 1205 urkundlich erwähnt.
1875 wurde das Dorf fast vollständig durch ein Feuer verwüstet.
Von 1635 bis 1815 gehörte der Ort zum sächsischen Amt Dahme, dann zum Landkreis Jüterbog-Luckenwalde in der preußischen Provinz Brandenburg. 1952 wurde Ihlow dem Kreis Jüterbog im DDR-Bezirk Potsdam zugeordnet. Seit 1993 liegt die Gemeinde im brandenburgischen Landkreis Teltow-Fläming.
Eingemeindungen
Am 31. Dezember 2001 wurden die bis dahin selbstständigen Gemeinden Bollensdorf, Illmersdorf, Mehlsdorf, Niendorf und Rietdorf nach Ihlow eingemeindet.

## Bevölkerungsentwicklung
| Jahr | Einwohner |
| ---- | --------- |
| 1875 | 314       |
| 1890 | 378       |
| 1910 | 344       |
| 1925 | 328       |
| 1933 | 318       |
| 1939 | 291       |

| Jahr | Einwohner |
| ---- | --------- |
| 1946 | 422       |
| 1950 | 422       |
| 1964 | 277       |
| 1971 | 267       |
| 1981 | 215       |
| 1985 | 233       |

| Jahr | Einwohner |
| ---- | --------- |
| 1990 | 219       |
| 1995 | 224       |
| 2000 | 212       |
| 2005 | 813       |
| 2010 | 773       |
| 2015 | 705       |

| Jahr | Einwohner |
| ---- | --------- |
| 2020 | 646       |
| 2021 | 636       |
| 2022 | 662       |
| 2023 | 648       |
| 2024 | 630       |

Gebietsstand des jeweiligen Jahres, Einwohnerzahl: Stand 31. Dezember (ab 1991), ab 2011 auf Basis des Zensus 2011, ab 2022 auf Basis des Zensus 2022

## Politik

### Gemeindevertretung
Die Gemeindevertretung von Ihlow besteht aus acht Gemeindevertretern und dem ehrenamtlichen Bürgermeister. Die Kommunalwahl am 26. Mai 2019 führte zu folgendem Ergebnis:
| Partei / Wählergruppe                    | Stimmenanteil | Sitze |
| ---------------------------------------- | ------------- | ----- |
| Einzelbewerber Klaus Mennecke            | 17,2 %        | 1     |
| Einzelbewerber René Knuppe               | 14,2 %        | 1     |
| CDU                                      | 12,6 %        | 1     |
| Einzelbewerber Sebastian Schulze         | 12,6 %        | 1     |
| Einzelbewerber Christopher Elsner        | 12,2 %        | 1     |
| Einzelbewerber Stefan Lorenz             | 11,2 %        | 1     |
| Einzelbewerber Marcus Henkel             | 11,0 %        | 1     |
| Einzelbewerberin Alexandra Schirrmeister | 09,1 %        | 1     |

### Bürgermeister
- 1998–2003: Rosemarie Schliebner[11]
- 2003–2019: Werner Schröder[12]
- seit 2019: Frank Schüler 
Schüler wurde in der Bürgermeisterwahl am 26. Mai 2019 ohne Gegenkandidaten mit 92,9 % der gültigen Stimmen für eine Amtszeit von fünf Jahren[13] gewählt.[14]
Schüler wurde bei der Bürgermeisterwahl am 9. Juni 2024 ohne Gegenkandidat mit 88,2 % der gültigen Stimmen für eine weitere Amtszeit von fünf Jahren zum ehrenamtlichen Bürgermeister gewählt.[15]

## Sehenswürdigkeiten

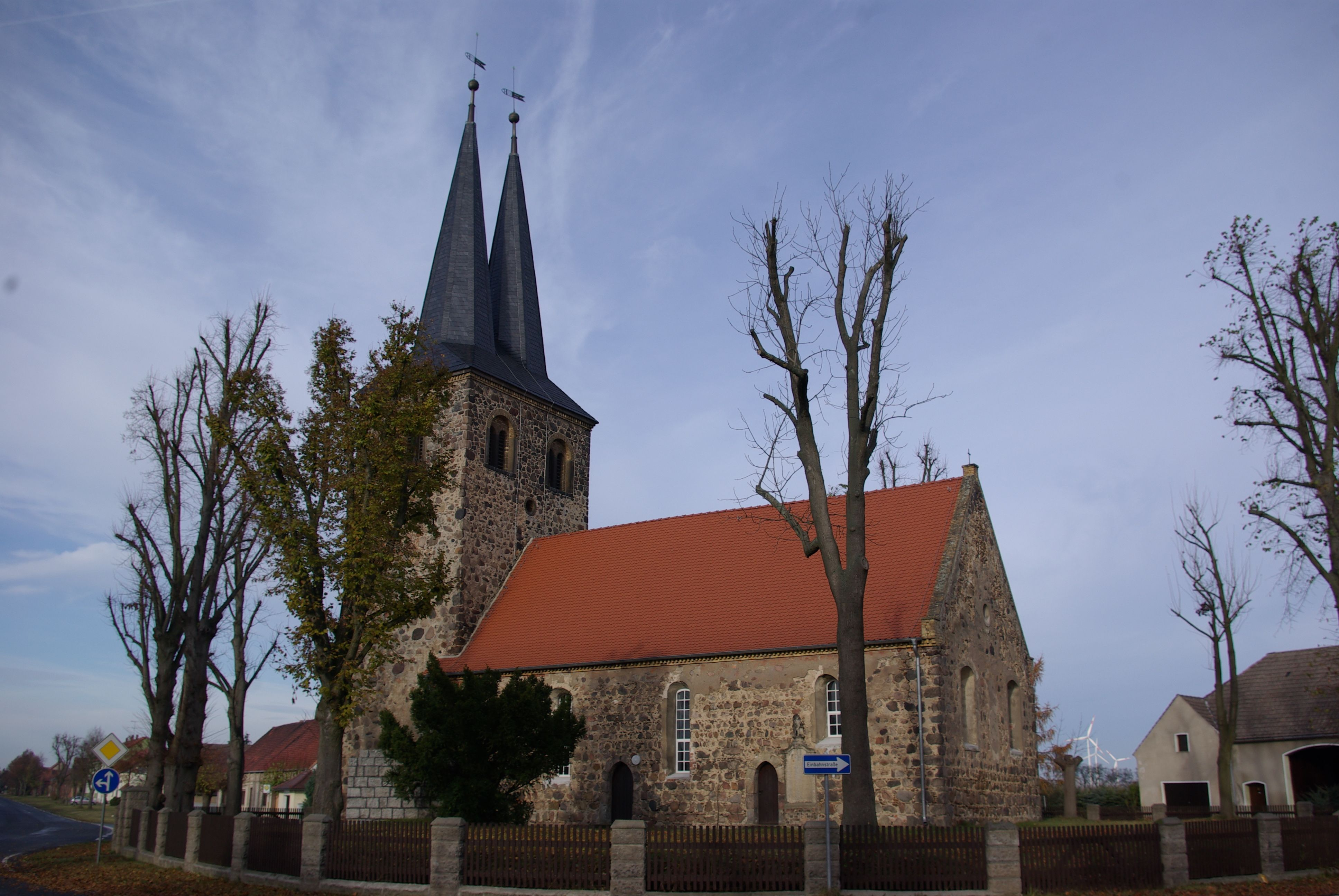
Dorfkirche Ihlow (Fläming)

### Bauwerke
- Die Dorfkirche Bollensdorf entstand in den Jahren 1946 bis 1953. Am 1. Advent 2008 wurde das 55-jährige Bestehen der Kirche gefeiert. 2007/2008 wurde die Kirche in Eigeninitiative der Bürger, durch Spenden und mithilfe der Arbeit mehrerer Unternehmen restauriert. Die Lausitzer Rundschau bezeichnete diese Initiative der Bewohner von Bollensdorf als „Wunder von Bollensdorf“. Die Kirchenausstattung ist bauzeitlich.
- Die Dorfkirche Ihlow ist die einzige im Fläming, die einen zweispitzigen Kirchturm aufweist. Die Legende besagt, dass der Teufel durch die Kirche geritten sei und die Kirche seitdem zwei Spitzen hat.
- Die Dorfkirche Illmersdorf entstand im 13. Jahrhundert. Der Kirchenführer des Kirchenkreises Zossen-Fläming weist auf eine als „kurios“ bezeichnete Tatsache hin: Das Wappen und der Familienname passen nicht zueinander. Zu einer früheren Zeit muss die Fünte gebrochen und anschließend instand gesetzt worden sein. Dabei wurden die zerbrochenen Teile um 90 Grad versetzt wieder zusammengefügt.[16]
- Die Dorfkirche Mehlsdorf ist ein Putzbau aus Feld- und Mauerstein aus dem Jahr 1665. Im Innern steht unter anderem ein Kanzelaltar aus der zweiten Hälfte des 17. Jahrhunderts.
- Die Dorfkirche in Niendorf wurde im 18. Jahrhundert auf dem Sockel eines Vorgängerbaus errichtet. 1908 wurde sie von der Kirchengemeinde neobarock überformt. Im Innern befinden sich unter anderem ein Altar sowie eine Kanzel aus dem 18. Jahrhundert.
- Die Dorfkirche Rietdorf ist eine Feldsteinkirche aus der ersten Hälfte des 13. Jahrhunderts. Im Innern steht unter anderem ein Altarretabel aus der ersten Hälfte des 17. Jahrhunderts.

### Naturdenkmale
Siehe Liste der Naturdenkmale in Ihlow (Fläming)

## Wirtschaft und Infrastruktur

### Verkehr
Ihlow liegt an der Bundesstraße 102 zwischen Jüterbog und Dahme/Mark und an der Landesstraße L 713 nach Schönewalde.
Die Haltepunkte Ihlow und Niendorf lagen an der Bahnstrecke Jüterbog–Dahme (Mark), auf der der Personenverkehr 1963 eingestellt wurde.
Durch Ihlow verkehrt die Rufbuslinie 774 Dahme–Werbig. Sie wird durch die Verkehrsgesellschaft Teltow-Fläming bedient.

### Sport
Die Gemeinde wird vom Flaeming-Skate berührt. Es handelt sich dabei um die längste zusammenhängende Strecke für Inlineskater und Radfahrer dieser Art in Europa.

## Persönlichkeiten
- Johann Christian Krackow (1691–1773), Pfarrer in Ihlow[17]
- Immanuel Johann Gerhard Scheller (1735–1803), Altphilologe und Lexikograf, in Ihlow geboren